# Veščci
Véščci ali somračniki (znanstveno ime Sphingidae) so družina nočnih metuljev, v katero uvrščajo približno 1450 danes znanih opisanih vrst, združenih v približno 200 rodovih. Največjo vrstno pestrost dosegajo v tropih, sicer pa živijo predstavniki po vsem svetu. So srednje veliki do veliki metulji, prepoznavni predvsem po aerodinamičnem telesu in ozkih krilih, na račun česar so izjemno dobri letalci. Nekatere vrste, med katerimi je tudi splošno znani velerilec, so sposobne lebdenja v zraku, zaradi česar so deležne precejšnje pozornosti biologov (med živalmi, ki se prehranjujejo z nektarjem, zmorejo to le nekateri veščci, netopirji, trepetavke in kolibriji). Domnevajo, da se je ta sposobnost pri njih razvila v odziv na plenilce, ki čakajo v zasedi na cvetovih.